# ドコモCS関西
株式会社ドコモCS関西（英文社名：DOCOMO CS Kansai, Inc.）は、NTTドコモの機能分担子会社である。

## 会社概要
2014年7月1日に、ドコモ・エンジニアリング関西株式会社が同じく関西地方の機能分担子会社であったドコモ・モバイルメディア関西株式会社とドコモ・サービス関西株式会社を合併し、現在の商号に変更した。
携帯電話の販売・法人営業・通信ネットワークの建設保守などNTTドコモの関西地方におけるオペレーション業務を一括で担っている。
通信ネットワーク業務に関しては、ドコモCSが東日本の通信設備を24時間365日監視する「ネットワークオペレーションセンター」をドコモ品川ビル内で運営し、ドコモCS関西が西日本の通信設備を24時間365日監視する「西日本オペレーションセンター」をドコモ大阪南港ビル内で運営している。

## 主な事業区域
近畿二府四県に支店（大阪府は営業所、兵庫県には神戸と姫路の二カ所）を設置している。
- 大阪府
- 京都府
- 兵庫県
- 滋賀県
- 奈良県
- 和歌山県

## 沿革
- 1993年4月1日 - ドコモ・エンジニアリング関西株式会社として大阪府吹田市に設立。主にNTTドコモの電気通信設備の開発、設計、施工、保守、修理及び販売を事業としていた。
- 1993年10月1日 - 株式会社ポケットベルセンターと合併。
- 1995年10月1日 - 本店を大阪市城東区森之宮1丁目6番111号に移転。
- 1999年10月1日 - 端末事業をドコモ・モバイルメディア関西株式会社へ移管。
- 2003年4月1日 - イー・エンジニアリング関西株式会社を設立。
- 2012年4月1日 - イー・エンジニアリング関西株式会社を吸収合併。
- 2014年7月1日 - ドコモ・モバイルメディア関西株式会社とドコモ・サービス関西株式会社を吸収合併し、商号を株式会社ドコモCS関西に変更。

## 関連会社
- 株式会社 ドコモCS - 東京都港区
- 株式会社 ドコモCS北海道 - 北海道札幌市
- 株式会社 ドコモCS東北 - 宮城県仙台市
- 株式会社 ドコモCS東海 - 愛知県名古屋市
- 株式会社 ドコモCS北陸 - 石川県金沢市
- 株式会社 ドコモCS中国 - 広島県広島市
- 株式会社 ドコモCS四国 - 香川県高松市
- 株式会社 ドコモCS九州 - 福岡県福岡市